# Lella Ricci
Lella Ricci, rozená Adelaide Ricci (1850 Terst? – 7. října 1871 Praha), byla italská operní zpěvačka-sopranistka, dcera skladatele Luigi Ricciho.

## Život
Narodila se v Terstu jako Adelaide Ricci. Byla dcerou neapolského skladatele Luigiho Ricciho (1805–1859) a české operní pěvkyně Ludmily Stolzové (1826–1910), sestry slavné sopranistky Terezy Stolzové, jedné z nejoblíbenějších zpěvaček Giuseppe Verdiho. Její bratr byl skladatel Luigi Ricci-Stolz (1852–1906), narozený ze vztahu svého otce se sestrou Ludmily Františkou (identickým dvojčetem). Otec zemřel, když jí bylo devět let.
V divadle Teatro Principe Umberto debutovala s velkým úspěchem již v šestnácti letech. Skladatel Emilio Usiglio pro ni složil operu La scommessa, která měla premiéru ve Florencii dne 6. července 1870.
V roce 1871 připravoval Bedřich Smetana premiéru komické opery Lellina otce Luigiho Ricciho Crispino e la comare (Kryšpín a jeho kmotra) a jako představitelku hlavní role pozval Lellu Ricciovou. Lella měla v této roli velký úspěch a dostala v Čechách nabídku na další vystupování. V Praze zpívala Rosinu (Gioacchino Rossini: Lazebník sevillský), Violettu ( Giuseppe Verdi: La traviata) a další role.
Lella v Praze otěhotněla, ale aby si udržela kariéru, rozhodla se pro umělé ukončení těhotenství. Po neodborně provedeném zákroku 7. října 1871 zemřela na vnitřní krvácení. Je pohřbena na Olšanských hřbitovech spolu se svým otcem, který zemřel v Praze v ústavu choromyslných na šílenství syfilitického původu 31. prosince 1859.
Hudební vědec Jaroslav Smolka publikoval teorii, podle které byl milencem Lelly Ricciové sám Bedřich Smetana. Lella trpěla po svém otci vrozenou syfilidou, Smetana se od ní nakazil a potkal ho stejný osud jako Lellina otce.